# Chicago-Marathon 1997
| 20. Chicago-Marathon    | 20. Chicago-Marathon          |
| ----------------------- | ----------------------------- |
| Stadt                   | Chicago, Vereinigte Staaten   |
| Datum                   | 19. Oktober 1997              |
| Distanz                 | 42,195 Kilometer              |
| Sieger                  |                               |
| Männer                  | Khalid Khannouchi (2:07:10 h) |
| Frauen                  | Marian Sutton (2:29:03 h)     |
| ← Chicago-Marathon 1996 | Chicago-Marathon 1998 →       |
| Website                 | Offizielle Website            |

Der Chicago-Marathon 1997 (offiziell: LaSalle Bank Chicago-Marathon 1997) war die 20. Ausgabe der jährlich stattfindenden Laufveranstaltung in Chicago, Vereinigte Staaten. Der Marathon fand am 19. Oktober 1997 statt.
Bei den Männern gewann Khalid Khannouchi in 2:07:10 h, bei den Frauen Marian Sutton in 2:29:03 h.

## Ergebnisse

### Männer
| Platz | Athlet             | Land                   | Zeit (h) |
| ----- | ------------------ | ---------------------- | -------- |
| 01    | Khalid Khannouchi  | Marokko                | 2:07:10  |
| 02    | Fred Kiprop Kiptum | Kenia                  | 2:08:19  |
| 03    | Peter Ndirangu     | Kenia                  | 2:08:46  |
| 04    | Philip Chirchir    | Kenia                  | 2:08:56  |
| 05    | Patrick Muturi     | Kenia                  | 2:08:59  |
| 06    | Paul Evans         | Vereinigtes Königreich | 2:09:20  |
| 07    | Jerry Lawson       | Vereinigte Staaten     | 2:09:35  |
| 08    | Silvio Guerra      | Ecuador                | 2:09:49  |
| 09    | Jon Brown          | Vereinigtes Königreich | 2:10:13  |
| 10    | Todd Williams      | Vereinigte Staaten     | 2:11:17  |

### Frauen
| Platz | Athletin              | Land                   | Zeit (h) |
| ----- | --------------------- | ---------------------- | -------- |
| 01    | Marian Sutton         | Vereinigtes Königreich | 2:29:03  |
| 02    | Gitte Karlshoj        | Dänemark               | 2:31:31  |
| 03    | Irina Bogatschowa     | Kirgisistan            | 2:32:45  |
| 04    | Christine McNamara    | Vereinigte Staaten     | 2:33:08  |
| 05    | Yoshiko Yamamoto      | Japan                  | 2:33:55  |
| 06    | Debbie Kilpatrick     | Vereinigte Staaten     | 2:35:05  |
| 07    | Elaine Van Blunk      | Vereinigte Staaten     | 2:35:49  |
| 08    | Stefanija Statkuviene | Litauen                | 2:36:52  |
| 09    | Ann Schaefers-Coles   | Vereinigte Staaten     | 2:38:25  |
| 10    | Lornah Kiplagat       | Kenia                  | 2:39:13  |